# Una donna senza importanza
Una donna senza importanza (titolo originale A Woman of No Importance) è una commedia in quattro atti di Oscar Wilde scritta nel 1893 e rappresentata per la prima volta il 19 aprile 1893 all'Haymarket Theatre di Londra.

## Trama
Narra di un segreto che viene scoperto molto prima rispetto alle sue precedenti opere, dove di fronte ad un esteta come Lord Illingworth si contrappongono i vari giudizi femminili. Nella storia un figlio illegittimo si trova diviso tra suo padre e sua madre.

## Commento dell'autore
Secondo Wilde, l'idea per la commedia gli venne da un fatto che aveva letto sul Family Herald.